# フロビッシャー湾

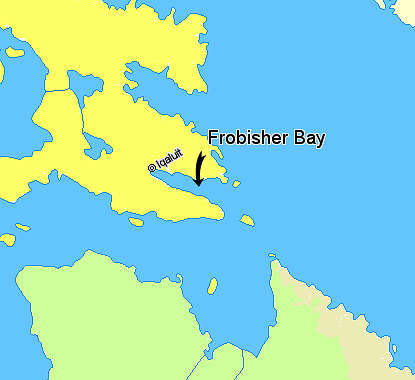
フロビッシャー湾の位置

フロビッシャー湾 (Frobisher Bay) は、カナダ、ヌナブト準州バフィン島にあるラブラドル海に面した湾である。1576年イギリス人探検家マーティン・フロビッシャーが北西航路探索中に発見した。彼はこれを海峡と信じており、海峡でなく湾だとはっきりしたのは、アメリカ合衆国の北極探検家チャールズ・フランシス・ホールによる1861年の航海の時である。
湾の奥にはヌナブト準州の州都イカルイトがある。このイカルイトの町の旧称もフロビッシャー・ベイであった。